# Gethyllis
Gethyllis, biljni rod iz porodice zvanikovki, dio potporodice Amaryllidoideae i tribusa Haemantheae. Oko 30 vrsta lukovičastih geofita raste po zemljama na jugu Afrike: Bocvana, Namibija i Južnoafrička Republika.
Rod je opisao Linnaeus 1753., a tipična vrsta je G. afra.

## Vrste
1. Gethyllis afra L.
2. Gethyllis barbarae G.D.Duncan
3. Gethyllis barkerae D.Müll.-Doblies
4. Gethyllis britteniana Baker
5. Gethyllis campanulata L.Bolus
6. Gethyllis cavidens D.Müll.-Doblies
7. Gethyllis ciliaris (Thunb.) Thunb.
8. Gethyllis fimbriatula D.Müll.-Doblies
9. Gethyllis grandiflora L.Bolus
10. Gethyllis gregoriana D.Müll.-Doblies
11. Gethyllis hallii D.Müll.-Doblies
12. Gethyllis heinzeana D.Müll.-Doblies
13. Gethyllis kaapensis D.Müll.-Doblies
14. Gethyllis lanuginosa Marloth
15. Gethyllis lata L.Bolus
16. Gethyllis latifolia Masson ex Baker
17. Gethyllis linearis L.Bolus
18. Gethyllis longistyla Bolus
19. Gethyllis marginata D.Müll.-Doblies
20. Gethyllis namaquensis (Schönland) Oberm.
21. Gethyllis oligophylla D.Müll.-Doblies
22. Gethyllis oliverorum D.Müll.-Doblies
23. Gethyllis pectinata D.Müll.-Doblies
24. Gethyllis roggeveldensis D.Müll.-Doblies
25. Gethyllis setosa Marloth
26. Gethyllis spiralis (Thunb.) Thunb.
27. Gethyllis transkarooica D.Müll.-Doblies
28. Gethyllis uteana D.Müll.-Doblies
29. Gethyllis verrucosa Marloth
30. Gethyllis verticillata R.Br.
31. Gethyllis villosa (Thunb.) Thunb.